# Gordon Freeman
Gordon Freeman é o protagonista silencioso da série de videogames Half-Life, criada por Gabe Newell e desenhada por Newell e Marc Laidlaw da Valve. Sua primeira aparição é em Half-Life. Gordon Freeman é retratado como um homem branco de óculos de Seattle, com cabelos castanhos e cavanhaque característico, que se formou no MIT com doutorado em física teórica. Ele era funcionário do fictício Black Mesa Research Facility. Controlado pelo jogador, Gordon é frequentemente encarregado de usar uma ampla gama de armas e ferramentas para combater criaturas alienígenas, como headcrabs, bem como máquinas Combine e soldados. O personagem de Gordon Freeman foi bem recebido por críticos e jogadores, e vários sites de jogos frequentemente o consideram um dos maiores personagens de videogame de todos os tempos, incluindo UGO e GameSpot.

## Design de personagem
O presidente da Valve e diretor do Half-Life, Gabe Newell, cunhou o nome “Gordon Freeman” durante uma conversa com o escritor do jogo, Marc Laidlaw, em seu carro. Laidlaw havia originalmente chamado o personagem de "Dyson Poincaré", combinando os nomes do físico e filósofo Freeman Dyson e do matemático Henri Poincaré. A textura da cabeça de Gordon era "um trabalho muito grande para apenas uma pessoa", então os designers da Valve combinaram referências de quatro pessoas. Um modelo anterior de Gordon, conhecido como "Ivan the Space Biker", tinha uma barba cheia que foi posteriormente aparada. Outras iterações do conceito de Gordon apresentavam óculos diferentes, um rabo de cavalo e um capacete.
Gordon usa um traje especial contra materiais perigosos de corpo inteiro, conhecido como Hazardous Environment Suit (ou HEV Suit). O traje foi projetado para proteger o usuário contra radiação, descargas de energia e traumatismos contundentes durante o manuseio de materiais perigosos. A principal característica do traje é sua "armadura reativa de alto impacto", um sistema de armadura movido a eletricidade que, quando carregado, absorve dois terços do dano que Gordon normalmente sofreria no Half-Life e 80% no Half-Life 2.[carece de fontes?]
Um traje totalmente carregado pode sobreviver a várias dezenas de golpes de armas pequenas e até mesmo a um golpe direto de um RPG. O traje pode ser carregado por vários meios e possui seu próprio suprimento de oxigênio e injetores médicos, como morfina e um antídoto para neurotoxinas. Ele vem com uma lanterna embutida, um rádio, vários dispositivos de rastreamento, uma bússola e um contador Geiger. O traje contém um sistema de computador de bordo que monitora constantemente a saúde e os sinais vitais do usuário e reage a quaisquer alterações no estado do usuário. Ele também projeta um heads-up display (HUD) que mostra a saúde de Gordon e o nível de carga do traje, munição restante e uma mira. Como forma de imergir o jogador no papel, Gordon nunca fala e não há cenas ou instruções de missão - toda a ação é vista através dos olhos de Gordon, com o jogador mantendo o controle das ações de Gordon em quase todos os momentos. As imagens de Gordon são vistas apenas na capa e nas páginas do menu do jogo, e também em anúncios, tornando-as ferramentas de marketing ao invés de imagens de como Gordon "realmente é". Gabe Newell afirmou que a Valve não vê razão para dar voz a Gordon.
Em Half-Life, Gordon usa o traje Mark IV. Mais tarde no jogo, o traje é equipado com um módulo opcional de salto em distância para que Gordon possa saltar grandes distâncias. Ele é carregado usando módulos de energia em todo o Black Mesa. Em Half-Life 2, Gordon recebe o traje Mark V atualizado, que não possui o módulo de salto em distância, mas ganha várias novas habilidades. Ele apresenta capacidade de zoom visual, corrida limitada, um injetor antiveneno, munição opcional e contador de saúde na mira, e foi modificado para usar nós de energia Combine para carregar o traje.
O Mark V inicialmente usava uma única fonte de energia para lanterna, corrida e suprimento de oxigênio; em Half-Life 2: Episode Two a lanterna recebeu uma fonte de energia separada para melhorar a jogabilidade. O símbolo no traje HEV de Gordon é a letra grega minúscula Lambda, λ. Este símbolo é usado pelos cientistas para denotar a constante de decaimento de elementos radioativos (relacionada à meia-vida de um elemento). Além de aparecer no traje de Gordon, o símbolo substitui a letra "a" no título do jogo (H λ lf-Life), e é o nome do complexo no Black Mesa Research Facility onde os experimentos de teletransporte são conduzidos no primeiro jogo. O símbolo Lambda também é visto em Half-Life 2 como uma marca da resistência humana, visto próximo a suprimentos escondidos e nas braçadeiras de combatentes da resistência mais bem equipados.

## Aparências
Na saga Half-Life, Gordon Freeman é um protagonista silencioso que, apesar de não ter treinamento formal com armas, sobrevive a um caótico incidente interdimensional em Black Mesa. Em Half-Life 2, depois de permanecer em êxtase por quase duas décadas, Freeman luta contra o império Combine para libertar a Terra. Ele ganha status de lendário e desencadeia uma rebelião, destruindo a fortaleza Combine. O G-Man resgata Freeman após um evento crítico, elogiando suas realizações e colocando-o de volta em êxtase.
No Episódio Um, Gordon e Alyx trabalham para estabilizar o núcleo da Cidadela, evitando uma explosão catastrófica. No Episódio Dois, eles se esforçam para enviar dados cruciais para colapsar um superportal em formação. Após uma revelação do G-Man sobre como salvar Alyx, eles aprendem sobre o Borealis, um navio de pesquisa com potencial para causar eventos significativos. O jogo termina com a morte de Eli e o luto de Alyx.
Half-Life: Alyx, ambientado cinco anos antes de Half-Life 2, segue Alyx Vance tentando localizar Gordon. No final, Alyx altera o futuro matando um Combine Advisor, impressionando o G-Man. A primeira aparição de Gordon na perspectiva de terceira pessoa ocorre quando ele pega os óculos. O G-Man coloca Alyx em êxtase e atribui a ela uma nova missão. Na cena pós-créditos, os jogadores controlam Gordon Freeman enquanto Eli percebe que o desaparecimento de Alyx está ligado ao G-Man, que observa o desenrolar dos acontecimentos. Eli entrega o pé de cabra a Gordon, sinalizando uma nova missão.

## Recepção critica
Gordon Freeman rapidamente se tornou e continuou sendo um dos personagens de videogame mais populares de todos os tempos. Em 2008, The Age o classificou como o 16º melhor personagem do Xbox de todos os tempos, acrescentando que "ninguém fez mais pela reputação e credibilidade dos físicos teóricos nas ruas do que a Valve". Em 2009, GameDaily listou o "tipo forte e silencioso" em seus 25 principais arquétipos de videogame, usando Gordon Freeman como exemplo. Em 2010, a Empire o classificou como o maior personagem de videogame número um, comentando que "o personagem é a quintessência da fantasia geek" que "se tornou um ícone dos jogos, sinônimo da apoteose da ação em primeira pessoa".
Ele também ficou em 14º lugar na lista dos 100 maiores heróis em todas as mídias do UGO.com, com um comentário de que "um graduado do MIT, usando óculos de armação preta e cavanhaque, ele não é o cara que você imaginaria dizimando a ameaça alienígena." Em 2012, a GamesRadar o classificou como o sexto protagonista "mais memorável, influente e durão" dos jogos, acrescentando: "É como os personagens do universo Half-Life tratam Gordon Freeman, não a maneira como ele os trata, que moldar um personagem tão atraente." Em 2013, a Complex o classificou como o 45º personagem de videogame "mais durão" de todos os tempos. Por outro lado, Marty Sliva do 1UP.com o incluiu entre os narradores menos confiáveis, afirmando: "Tenho certeza de que algumas pessoas adoram o fato de poderem se tornar Gordon Freeman - só acho que seria um pouco mais feliz se houvesse algo para se tornar."
Em 1998, os leitores da GameSpot o classificaram como o quinto melhor herói dos jogos. Em 2009, uma enquete pública no GameSpot resultou nele sendo eleito o Maior Herói de Videogame de Todos os Tempos. Ele também foi eleito o oitavo melhor personagem de videogame de todos os tempos no Guinness World Records Gamer's Edition 2011.